# ميفع (بعدان)

تعديل مصدري - تعديل

ميفع هي إحدى قرى عزلة الحرث بمديرية بعدان التابعة لمحافظة إب، بلغ تعداد سكانها 630 نسمة حسب تعداد اليمن لعام 2004.